# 犬狼伝説
『犬狼伝説 - Kerberos Panzer Cop』（けんろうでんせつ ケルベロスパンツァーコップ）は押井守原作、藤原カムイ作画による日本の漫画作品。「ケルベロス・サーガ」と呼ばれる作品シリーズの一つ。『犬狼伝説』と『犬狼伝説 完結篇』の二部から成る。

## 概要
1988年から1989年にかけて笠倉出版社の「アメージング・コミックス」で、1989年から1990年にかけて日本出版社の「コンバットコミック」で『犬狼伝説』が連載された。
1999年、同じ「ケルベロス・サーガ」の作品であるアニメ映画『人狼 JIN-ROH』の公開にあわせて角川書店の「月刊少年エース」で『犬狼伝説 完結篇』が連載された。
2010年2月、刊行20周年を記念して学習研究社より単行本が発売された。単なる再版ではなく、藤原カムイ自らによる全ページのデジタル・リファインと、加筆修正がなされている。

## 単行本
『犬狼伝説』
1990年12月初版発行。日本出版社。B5判サイズ。ISBN 4890482717
『犬狼伝説』 （普及版）
1993年11月初版発行。日本出版社。A5判サイズ。ISBN 4890484027
『犬狼伝説』 （藤原カムイコレクション 1）
1999年7月初版発行。角川書店。B6判サイズ。ISBN 4047132748
『犬狼伝説 完結篇』 （藤原カムイコレクション 4）
2000年2月初版発行。角川書店。B6判サイズ。ISBN 4047133248
『犬狼伝説 全』
2000年9月初版発行。角川書店。B5判サイズ。ISBN 4047133434
『犬狼伝説 20周年エディションBOX』
2010年2月初版発行。学習研究社。B5判サイズ。ISBN 978-4057001951
限定版として、「リボルテック『犬狼伝説』版プロテクトギア」と特別編集ブックレットが同梱。
『犬狼伝説 上』
2010年2月初版発行。学習研究社。B5判サイズ。ISBN 978-4056070569
『犬狼伝説 下』
2010年2月初版発行。学習研究社。B5判サイズ。ISBN 978-4056070576